# St. Thomas Morus (Obertshausen)

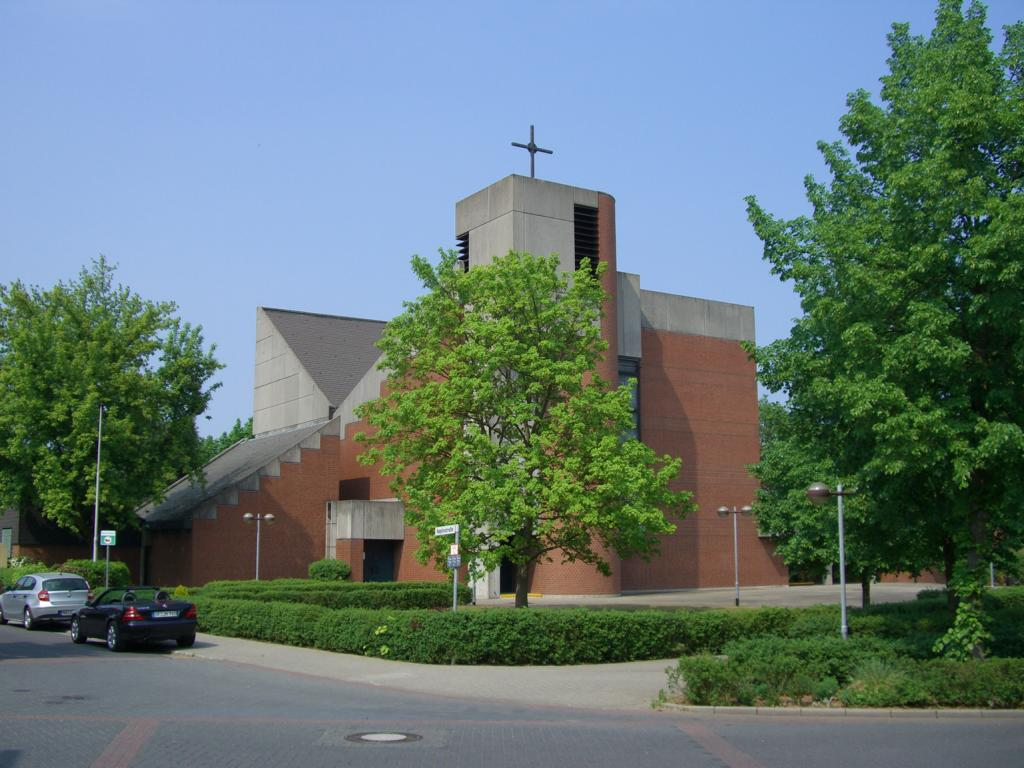
Die kath. Pfarrkirche St. Thomas Morus Obertshausen, 1975 fertiggestellt

Die römisch-katholische Pfarrkirche St. Thomas Morus ist ein Kirchengebäude in Obertshausen, einer Stadt im südhessischen Landkreis Offenbach. Die Pfarrgemeinde gehört zum Pastoralraum Mühlheim-Obertshausen der Region Mainlinie im Bistum Mainz. Die Kirche wurde im Stil der Moderne errichtet, steht unter dem Patrozinium des hl. Thomas Morus und gilt als Wallfahrtskirche, da sie eine Blutreliquie von Papst Johannes Paul II. beherbergt.
Das Gebäude ist als Kulturdenkmal gem. § 2 Abs. 1 HDSchG aus geschichtlichen und künstlerischen Gründen in das Denkmalverzeichnis eingetragen.

## Geschichte
Anfang der 1960er-Jahre verzeichnete Obertshausen eine starke Bevölkerungszunahme. Daher wurde eine Teilung der katholischen Kirchengemeinde Obertshausen in zwei Pfarreien von Pfarrer Neidig angeregt. Diese wurde am 1. Juni 1968 wirksam: Die Gemeinde wurde in die beiden Pfarrbezirke Herz Jesu und St. Thomas Morus geteilt.
Da der aus der Teilung hervorgegangene Pfarrbezirk St. Thomas Morus ein mit Neubauten durchsetztes Gebiet umfasste und nicht über ein eigenes Kirchengebäude verfügte, wurde der ehemalige Obertshausener Kaplan Hans Hix (nun erster Pfarrer der Gemeinde St. Thomas Morus) zunächst mit dem Bau eines Pfarrhauses beauftragt, das einen vorläufigen Gottesdienstraum einschließen sollte. In diesem wurden bis zur Fertigstellung der Pfarrkirche St. Thomas Morus im Jahr 1976 die Gottesdienste der neu gegründeten Gemeinde abgehalten.
Für die Errichtung des Kirchbaus lobte das Bistum Mainz einen 1973 einen beschränkten Wettbewerb aus, infolgedessen das Bonner Architekturbüro Toni (und Kurt) Kleefisch beauftragt wurde. Die Planung und Realisierung erfolgte zwischen 1974 und 1976.
Seit 2014 beherbergt die Pfarrkirche eine Blutreliquie von Papst Johannes Paul II., was ihr den Status einer Wallfahrtskirche verlieh. Dies ist maßgeblich auf die Bemühungen Pfarrer Hofmanns zurückzuführen.

## Ausstattung

### Innenraum
Der Innenraum der Kirche weist eine quadratische Form auf, wobei der Hauptaltarraum eine Ecke des Quadrates einnimmt. Die Bänke sind kreisförmig um den Altarraum in der Ecke ausgerichtet und bilden zwei Schiffe, die durch einen Hauptgang voneinander getrennt werden, der diagonal durch den quadratischen Innenraum auf den Altar zuführt. Nebengänge befinden sich seitlich an den Wänden.
An den Innenwänden des Raumes tritt der Sichtbeton nur säulenartig in Erscheinung. Die Flächen dazwischen werden vor allem von Ziegeln ausgefüllt, die sich an einigen Stellen in ihrer Farbe unterscheiden und dadurch andersfarbige Wandstreifen bilden.
Die Decke des Hauptraumes wird von einem riesigen Betonkreuz eingenommen, welches das Dach der Kirche zu tragen scheint. Es ist aufgrund der insgesamt zeltartig erscheinenden Dachkonstruktion besonders auffällig.

### Kirchvorplatz
Auf dem Kirchvorplatz befindet sich ein Steinkreuz des Obertshausener Künstlers Christoph Schindler, das Caravaca-Kreuz. Es soll ein sichtbares Zeichen für die Partnerschaft der Gemeinde St. Thomas Morus mit der spanischen Gemeinde in Caravaca de la Cruz sein.

### Glocken
Das Geläut der Kirche wurde im Dezember 1976 geweiht und erstmals an Heiligabend desselben Jahres geläutet. Es stammt aus der Glockengießerei in Heidelberg und setzt sich aus den im Folgenden aufgeführten Glocken zusammen:
| Name der Glocke | Gewicht | Durchmesser | Tonlage | Inschrift                                         |
| --------------- | ------- | ----------- | ------- | ------------------------------------------------- |
| St. Josef       | 1120 kg | 1180 mm     | ges′    | „Meine Zeit steht in deinen Händen.“              |
| St. Margareta   | 0767 kg | 1040 mm     | as′     | „Herr laß uns Gnade finden vor deinem Angesicht.“ |
| Friedensglocke  | 0671 kg | 0954 mm     | ces″    | „Meinen Frieden gebe ich euch.“                   |
| Marienglocke    | 0486 kg | 0852 mm     | des″    | „Dein Wille geschehe auf Erden, wie im Himmel.“   |